# Gerhard ze Zbraslavi

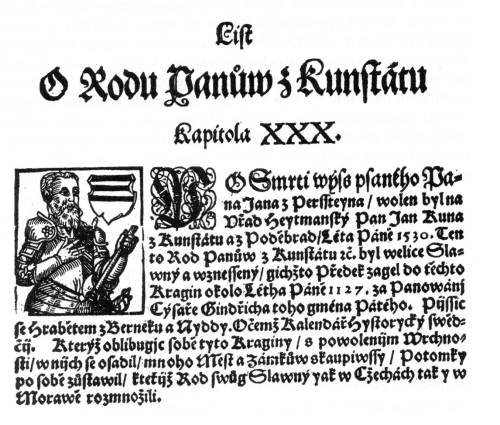
Úvod třicáté kapitoly Zrcadla slavného Markrabství Moravského pojednávající o pánech z Kunštátu

Gerhard (též Heralt, či Erhart) ze Zbraslavi byl první známý předek moravského šlechtického rodu z Kunštátu.  

## Život
Poprvé se jeho jméno uvádí ve falzu, vztahujícímu se k roku 1209. V pravých listinách se jeho jméno objevuje poprvé roku 1222, kdy je uváděn jako svědek na velkém imunitním privilegiu českého krále Přemysla Otakara I., určenému řádu německých rytířů. Gerhard se uvádí roku 1234 jako beneficiář přerovský a v letech 1236–1240 jako kastelán olomoucký. 
Gerhard měl pět dětí, i když se ve starší literatuře hovoří i o dalších potomcích. Jeho syn Mikul ze Zbraslavi byl pokračovatelem linie, která se psala po Zbraslavi a Račicích. Další jeho syn Kuna ze Zbraslavi a Kunštátu se stal zakladatelem kunštátské linie. A další Gerhardův syn Boček z Jaroslavic a ze Zbraslavi byl otcem Gerharda ze Zbraslavi a Obřan (1261–1291), který založil v blízkosti Brna hrad Obřany. Čtvrtý Gerhardův syn Smil ze Zbraslavi a Střílek byl v roce 1256 brumovským purkrabím a jediná Gerhardova dcera Žofie se stala manželkou Bohuše z Drahotuš. 
Jediným doloženým Gerhardovým sídlem byla Zbraslav, poblíž které se nacházejí terénní stopy po zaniklém hradu. Zda tento hrad vystavěl již Gerhard, či jeho potomci, není známo. 
Gerhard ze Zbraslavi bývá v literatuře často mylně zaměňován se svým vnukem Gerhardem ze Zbraslavi a Obřan.

## Rozrod do jednotlivých větví
Gerhard ze Zbraslavi (1222–1240)
- Mikul ze Zbraslavi (1233–1262) - dále Mikulova linie - vladykové ze Zbraslavi
- Boček z Jaroslavic a ze Zbraslavi (1232–1255) - dále obřanská větev
- Smil ze Zbraslavi a Střílek (1237–1273)
- Žofie (1278–1281) - manžel Bohuš z Drahotuš
- Kuna ze Zbraslavi a Kunštátu
  - Boček I. z Jevišovic (1277–1314) - dále jevišovická větev
  - 1. dcera neznámého jména - jeptiška v Tišnově
  - 2. dcera neznámého jména - manžel Jimram z Aueršperka
  - Bohuše z Kunštátu (1283)
  - Kuna z Kunštátu (1289)
    - Jan z Kunštátu, progenitor, syn Bohuše nebo Kuny (1373) - dále stařechovicko-skalská větev
      - Boček z Líšnice, syn Jana z Kunštátu nebo jeho neznámého bratra - dále líšnická větev

    - Gerhard z Kunštátu, syn Kuny nebo Bohuše (1318–1350)
      - Smil z Kunštátu (1349–1360) - dále kunštátská větev
      - Boček z Kunštátu a Poděbrad (1350–1373) - dále poděbradská větev
      - Kuna z Kunštátu a Lysic (1351–1365) - dále lysická větev
      - Hroch z Kunštátu a Louček (1350–1367)
      - Vilém z Kunštátu a Boleradic (1350–1371) - dále boleradicko-loučská větev
      - Anna (1365–1374) - manžel Kuneš z Bílovic
      - Anežka (1365–1371) - manžel Hanuš z Bílovic
      - Anežka (1369 vdova) - manžel Čeněk z Bučovic
      - Anka (1359–1369) - manžel Jindřich z Drnovic